# Shōta Iizuka
Shōta Iizuka (jap. 飯塚翔太 Iizuka Shōta; ur. 25 czerwca 1991 w Omaezaki w prefekturze Shizuoka) – japoński lekkoatleta specjalizujący się w biegach sprinterskich.
W 2010 roku zdobył złoty medal mistrzostw świata juniorów w biegu na 200 metrów. Iizuka jest pierwszym w historii azjatyckim lekkoatletą, który zdobył złoty medal w konkurencjach sprinterskich podczas światowego czempionatu juniorów.
Złoty medalista mistrzostw Japonii.

## Osiągnięcia
| Rok  | Impreza                     | Miejsce        | Konkurencja        | Pozycja    | Wynik     |
| ---- | --------------------------- | -------------- | ------------------ | ---------- | --------- |
| 2010 | Mistrzostwa świata juniorów | Moncton        | bieg na 200 m      | 1. miejsce | 20,76 WJL |
| 2012 | Igrzyska olimpijskie        | Londyn         | bieg na 200 m      | eliminacje | 20,81     |
| 2013 | Uniwersjada                 | Kazań          | bieg na 200 m      | 3. miejsce | 20,33     |
| 2013 | Uniwersjada                 | Kazań          | sztafeta 4 × 100 m | 2. miejsce | 39,12     |
| 2013 | Mistrzostwa świata          | Moskwa         | bieg na 200 m      | półfinał   | 20,61     |
| 2013 | Mistrzostwa świata          | Moskwa         | sztafeta 4 × 100 m | 6. miejsce | 38,39     |
| 2016 | Igrzyska olimpijskie        | Rio de Janeiro | bieg na 200 m      | eliminacje | 20,49     |
| 2016 | Igrzyska olimpijskie        | Rio de Janeiro | sztafeta 4 × 100 m | 2. miejsce | 37,60     |
| 2017 | Mistrzostwa świata          | Londyn         | bieg na 200 m      | półfinał   | 20,62w    |
| 2017 | Mistrzostwa świata          | Londyn         | sztafeta 4 × 100 m | 3. miejsce | 38,04     |
| 2018 | Igrzyska azjatyckie         | Dżakarta       | bieg na 200 m      | 6. miejsce | 20,68     |
| 2018 | Igrzyska azjatyckie         | Dżakarta       | sztafeta 4 × 400 m | 3. miejsce | 3:01,94   |
| 2019 | Mistrzostwa świata          | Doha           | sztafeta 4 × 400 m | eliminacje | 3:02,05   |
| 2021 | Igrzyska olimpijskie        | Tokio          | bieg na 200 m      | eliminacje | 21,02     |
| 2022 | Mistrzostwa świata          | Eugene         | bieg na 200 m      | półfinał   | 20,77     |
| 2023 | Mistrzostwa świata          | Budapeszt      | bieg na 200 m      | półfinał   | 20,54     |
| 2024 | Igrzyska olimpijskie        | Paryż          | bieg na 200 m      | repasaże   | 20,72     |

## Rekordy życiowe
- bieg na 100 metrów – 10,08 (2017)
- bieg na 200 metrów – 20,11 (2016)